# ASモナコ (スポーツクラブ)
アソシアシオン・スポルティヴ・ドゥ・モナコ（Association sportive de Monaco、"モナコスポーツ協会"、略称: ASM）は、モナコ公国の総合スポーツクラブでる。さまざまな部門がフランス国内の大会に参加している。

## 歴史
ASモナコFCと密接な関係を持つ本クラブは1924年8月23日に設立され、5年前に作られたサッカークラブを吸収した。

## 部門
- 合気道
- 陸上競技
- バスケットボール - ASモナコ (バスケットボール)（フランス語版）
- アーマードバトル
- ボブスレー
- ボクシング
- 競技ダンス
- サッカー - ASモナコFC
- 女子サッカー - ASモナコFF（フランス語版）
- 重量挙げ
- ハンドボール
- 空手 / テコンドー
- レスリング
- 水泳 / アーティスティックスイミング / 飛込競技 / 水球
- 近代五種競技
- ラグビーユニオン
- 卓球
- トライアスロン
- バレーボール  - ASモナコ (バレーボール)（フランス語版） / ビーチバレー
- ヨガ

### eスポーツ
2016年以来、FIFA、ウイニングイレブン、ロケットリーグを通じて、eスポーツシーンでの存在感を高めてきた。